# 1811 w literaturze
Wydarzenia literackie w 1811 roku.

## Nowe książki (proza beletrystyczna i literatura faktu)
- zagraniczne
- Jane Austen – Sense and Sensibility (Rozważna i romantyczna)[1]
- Mary Russell Mitford – Christina, the Maid of the South Seas[2]

## Urodzili się
- 17 marca – Karl Gutzkow, niemiecki pisarz i dziennikarz (zm. 1878)
- 11 czerwca – Wissarion Bielinski, rosyjski pisarz i krytyk literacki (zm. 1848)
- 17 czerwca – Adolphe d'Ennery, francuski dramaturg (zm. 1899)
- 14 czerwca – Harriet Beecher Stowe, amerykańska pisarka (zm. 1896)

## Zmarli
- 21 listopada – Heinrich von Kleist, niemiecki pisarz, dramaturg, poeta i publicysta (ur. 1777)